# Peneàcies
Penaeaceae és una família de plantes amb flors. Són plantes perennes en forma d'arbusts i arbrets. Són plantes natives d'Àfrica del Sud. Conté 29 espècies en 9 gèneres.

## Alguns gèneres
- Brachysiphon
- Endonema
- Glischrocolla
- Penaea
- Saltera
- Sonderothamnus
- Stylapterus